# Daslook
Daslook of beerlook (Allium ursinum) is een plant uit de narcisfamilie (Amaryllidaceae). Het is in België en Nederland een vrij algemene soort die sinds 1950 gelijk is gebleven of is toegenomen in aantal.
De ovale bladeren zijn 3–5 cm breed, donkergroen en parallelnervig.
De bloemen hebben zes witte bloemdekbladen en zijn in losse bolvormige schermen gegroepeerd. De plant bloeit van april tot juni, soms tot juli. Na juli verdwijnt het bovengrondse deel van de plant volledig en blijft enkel de ondergrondse bloembol over. De plant wordt 30–40 cm hoog. De plant groeit vaak in groepen.
De bloem bevat zes meeldraden en een driedelige stamper. Deze zijn omgeven door zes breed ovale bloemdekbladen. De zaden zijn zwartbruin.

## Etymologie
Daslook wordt ook borslook, uienbloem, woutknooplook of wilde knoflook genoemd. De laatste naam is echter verwarrend omdat de naam wilde knoflook ook voor Kaapse knoflook (Tulbaghia violacea) gebruikt wordt.
De soortaanduiding ursinum (= van de beren, ursus = beer) is ontstaan door het oude bijgeloof dat beren na hun winterslaap zich eerst aan deze plant tegoed deden. Dit is er ook de reden van dat de plant af en toe berenlook (in het Duits Bärlauch en in het Frans ail des ours) wordt genoemd.

## Voorkomen
De plant komt voor in heel Europa (met uitzondering van het Middellandse Zeegebied), Klein-Azië, de Kaukasus, en in Siberië tot Kamtsjatka. Hij groeit bij voorkeur in schaduwrijke loofbossen met een humusrijke, vochtige, kalkhoudende ondergrond.
In Nederland komt daslook veel voor in de duinen en in Zuid-Limburg. Als stinsenplant is het vrij algemeen in het rivierengebied, Utrecht en Noord-Nederland. De plant is in Nederland sinds 1 januari 2017 niet meer wettelijk beschermd. In België is daslook in veel gebieden plaatselijk vrij algemeen.

## Plantengemeenschap
Daslook is een kensoort voor de klasse van eiken- en beukenbossen op voedselrijke grond.

## Toepassingen
De plant werd reeds in 1608 door de Brabantse botanicus Dodonaeus beschreven in zijn Cruydeboeck.
De sterksmakende bladen kunnen rauw fijngehakt gebruikt worden in salades en in soepen. Vooral de bladeren ruiken bij het fijnwrijven naar knoflook, uien, bieslook of prei. In Duitsland geniet daslook sinds enkele jaren een grote populariteit en wordt verwerkt bijvoorbeeld tot pesto en marinades en in onder meer brood ('Bärlauchbrot') en kaas. In dorpen in en om het Mecsekgebergte in Hongarije, zoals in Orfű, worden eind maart of begin april daslook-festivals (medvehagyma-fesztivál) georganiseerd, waarbij daslook in vele varianten verwerkt in gerechten wordt aangeboden.
De bladeren van daslook lijken op de bladen van enkele andere, maar dan giftige planten, zoals die van het lelietje-van-dalen, de jonge bladen van de gevlekte aronskelk en eventueel de bladen van de herfsttijloos. Jaarlijks vallen er slachtoffers door verwisseling. Dergelijke verwisseling zal meestal het gevolg zijn van onbekendheid met de geur van daslook, aangezien de afwezigheid hiervan voldoende zou moeten zijn om de verwisseling snel op te merken.
Ondanks de sterke uiengeur bij beschadiging van de bladeren worden de bloemen wel op vaas gehouden.
De honing van daslook wordt gewonnen als deze plant in zeer grote hoeveelheden bloeit. In Hongarije in het gebied van het Mecsekgebergte wordt de honing als bijzonderheid verkocht.
In tuinen wordt de plant soms gebruikt als afweermiddel tegen katten, omdat deze dieren niet veel op zouden hebben met de sterke geur.
Daslook: bladeren, bloemen en kaas

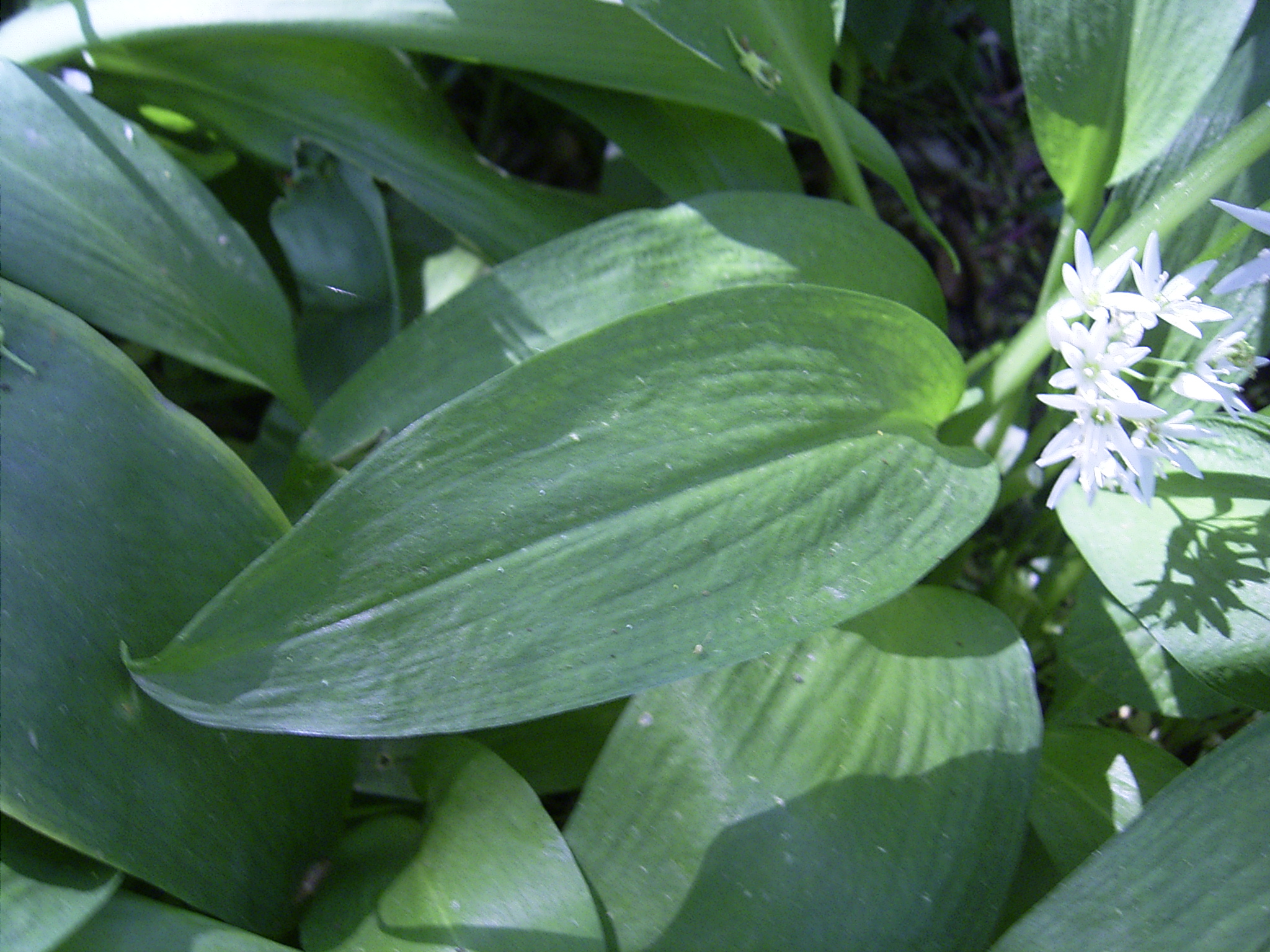
bladeren
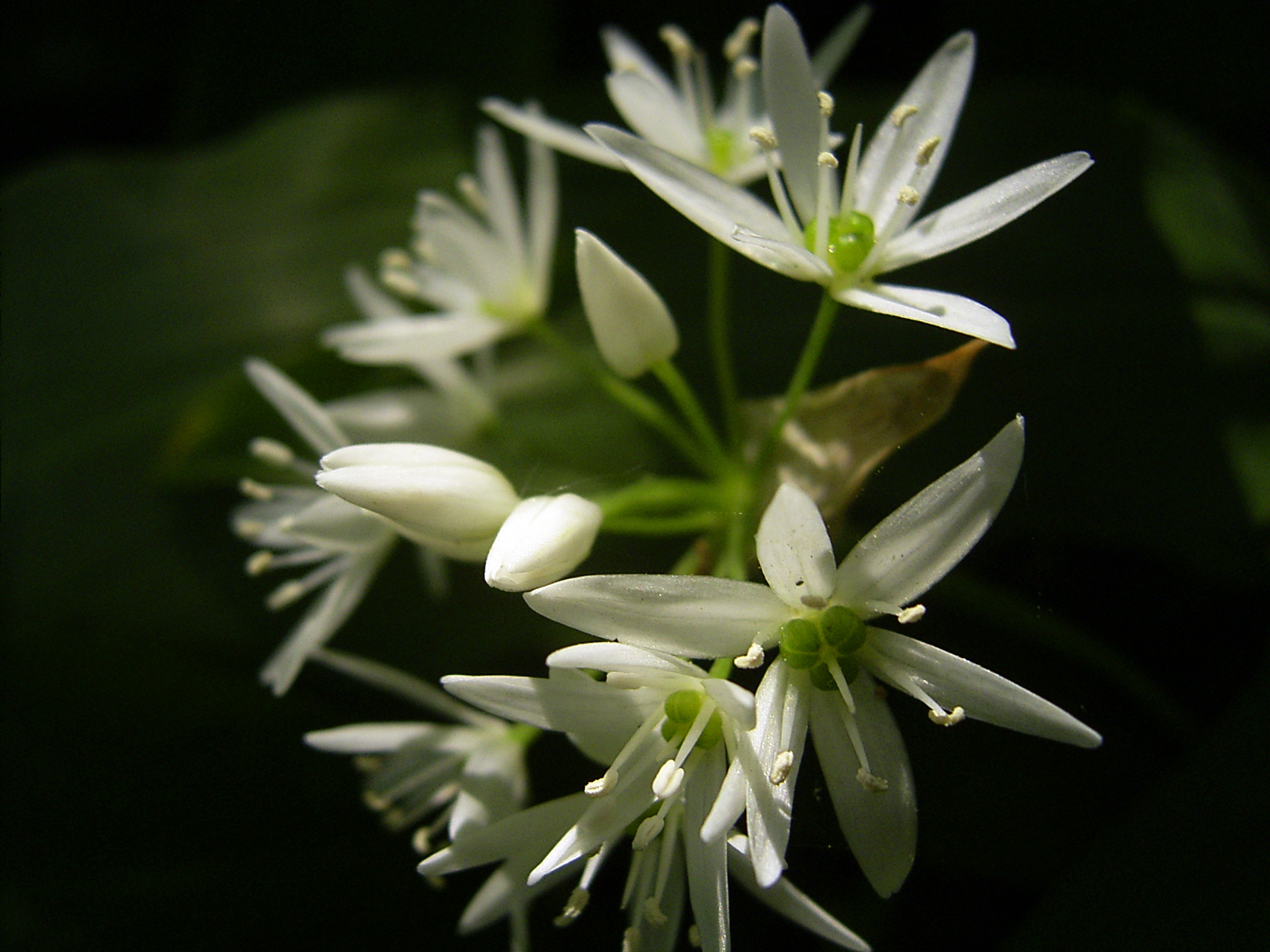
bloeiwijze
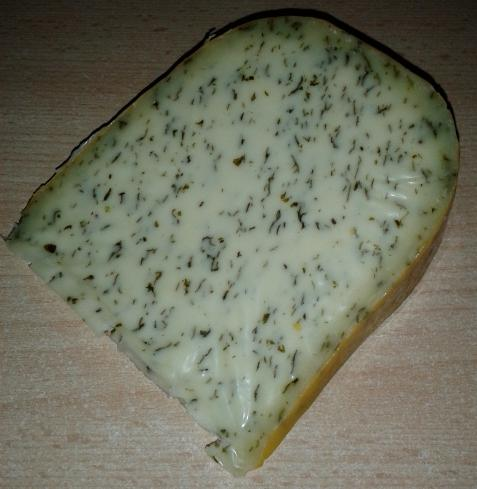
kaas met daslookblad